# Mianos
Mianos (auf aragonesisch Mians) ist ein kleiner Ort im Pyrenäenvorland am Rande des Jakobswegs. Er liegt in der Comarca Jacetania in der Provinz Saragossa der Autonomen Gemeinschaft Aragonien.
Das Dorf liegt auf einem kegelförmigen Hügel an der südlichen Seite der Senke, die Canal de Berdún genannt wird. Der Ort ist als Wehrdorf angelegt.

## Sehenswertes
- Auf der Spitze des Hügels befindet sich die Pfarrkirche Santa María aus dem 13. bis 15. Jahrhundert.

## Bevölkerung
| Jahr      | 1900 | 1910 | 1920 | 1930 | 1940 | 1950 | 1960 | 1970 | 1981 | 1991 | 2001 | 2007 |
| --------- | ---- | ---- | ---- | ---- | ---- | ---- | ---- | ---- | ---- | ---- | ---- | ---- |
| Einwohner | 221  | 229  | 232  | 165  | 202  | 166  | 117  | 70   | 58   | 41   | 47   | 53   |

## Feste und Feiern
- 3. Mai „Romería a la ermita de la Virgen de Canterillo “
- 25. und 26. Juni Fest der Schutzheiligen „Santiago und Santa Ana“